# Ryan Wills
Ryan Wills (* 19. Januar 1988) ist ein ehemaliger neuseeländischer Radrennfahrer.
Ryan Wills gewann bei den Oceania Games 2005 die Bronzemedaille im Straßenrennen der Juniorenklasse. Im Erwachsenenbereich gewann er bei der Tour of Wellington 2009 die vierte Etappe nach Masterton und damit seinen einzigen Wettbewerb des UCI-Kalenders.

## Erfolge
2009
- eine Etappe Tour of Wellington

## Teams
- 2008 Bodysol-Euro Millions-Pole Côntinental Wallon
- 2009 Lotto-Bodysol
- 2010 Subway-Avanti
- 2014 Bike Aid-Ride for Help (bis 25. Juni)
- 2015 CCT p/b Champion System